# Order of Saint John

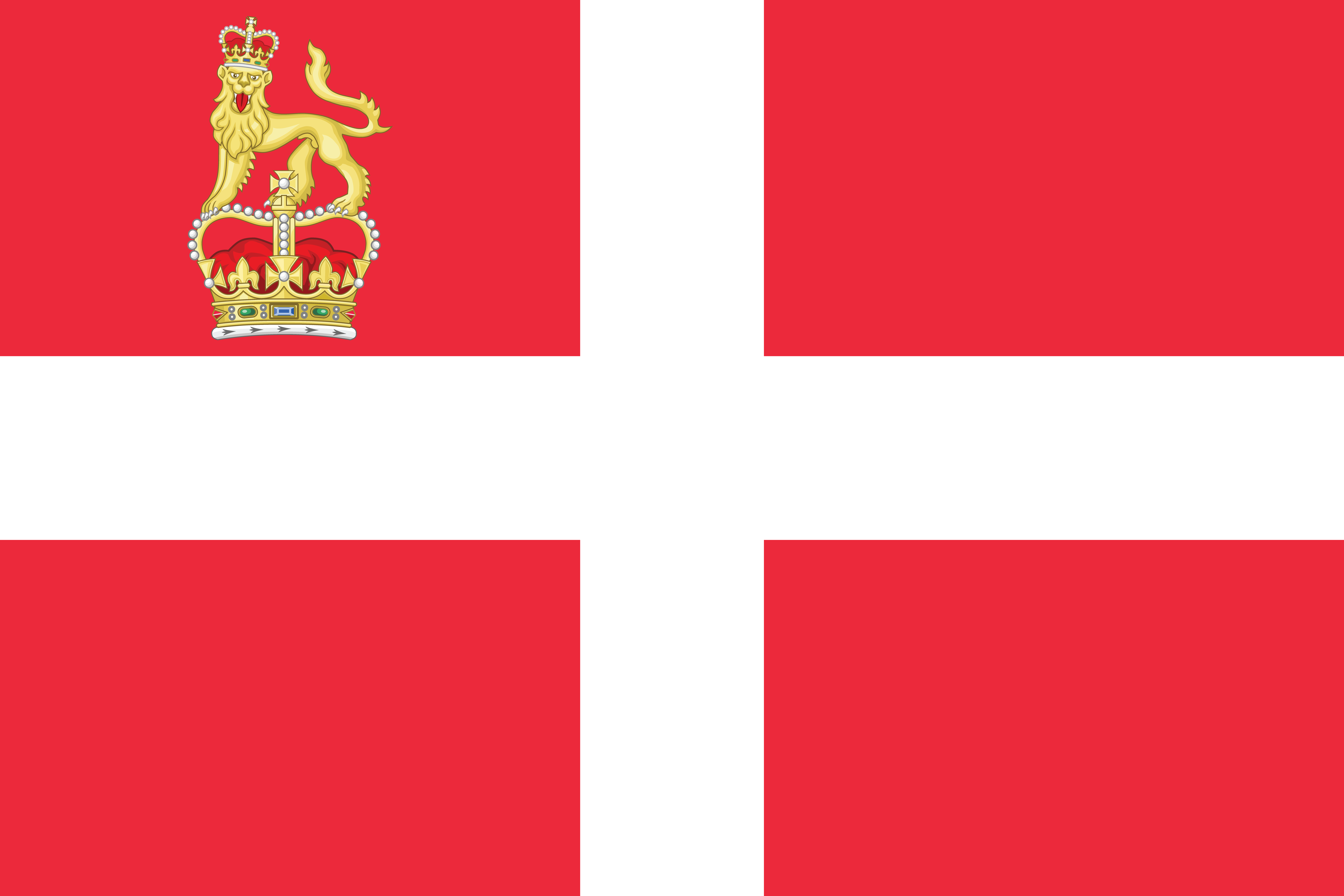
Flagge des Order of Saint John

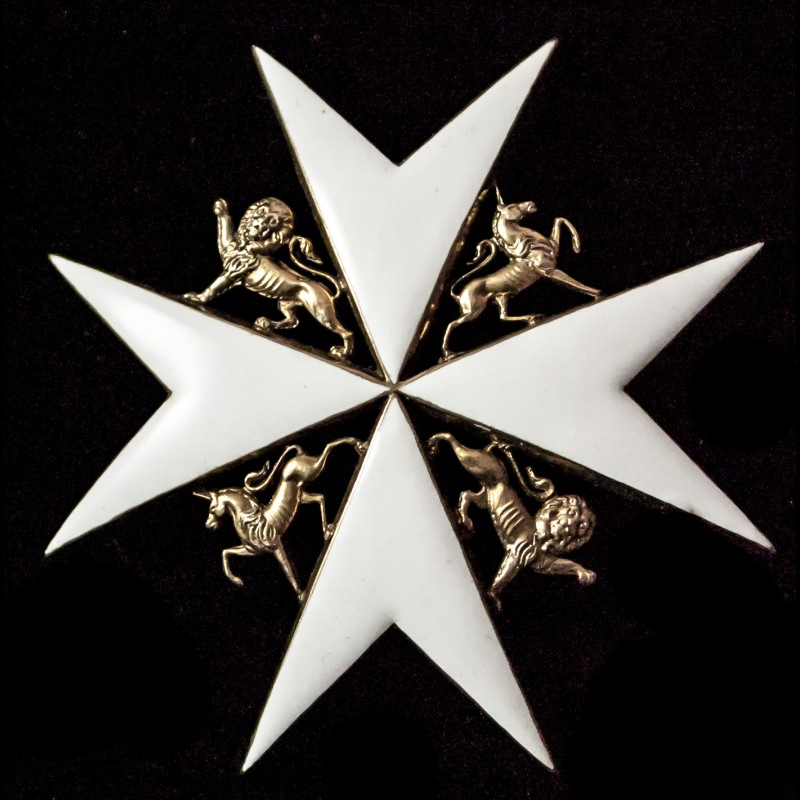
Bruststern eines Knight of Grace des Order of Saint John

Der Most Venerable Order of the Hospital of Saint John of Jerusalem, kurz Order of Saint John, ist ein britischer Ritterorden. Der Orden wurde 1888 offiziell anerkannt und besteht im gesamten Commonwealth, den USA und in Hongkong. Obwohl die Mitglieder des Ordens meist anglikanische Protestanten sind, steht er auch Mitgliedern anderer christlicher Bekenntnisse offen. Mitglied kann man nur auf Einladung werden.
Der Order of Saint John ging ebenso wie der protestantische deutsche Johanniterorden, mit dem er vergleichbar ist, aus dem katholischen Johanniterorden (Malteserorden) hervor. Er ist vor allem bekannt durch seine größte Dienstleistungsorganisation, die St John Ambulance (entspricht der deutschen Johanniter-Unfall-Hilfe).

## Geschichte
Der Orden steht in der Tradition des während der Kreuzzüge 1099 in Jerusalem gegründeten katholischen Johanniterordens, der seit dem 16. Jahrhundert als Malteserorden bekannt ist. Anlässlich des Griechischen Unabhängigkeitskriegs versuchten französische Mitglieder des Malteserordens 1823 und erneut 1826 Gelder einzuwerben, mit denen ein Söldnerheer aus demobilisierten Soldaten aufgestellt und eine Mittelmeerinsel, z. B. Rhodos, als souveränes Ordensterritoriums für den Malteserorden erworben werden sollte. Die Bemühungen um Landerwerb blieben letztlich erfolglos. In England konnten aber ein Grundvermögen und einige Freiwillige zusammengebracht werden, die am 12. Januar 1831 unter der Leitung eines spanischen Adligen eine Organisation gründeten, die sich selbst zunächst als neugegründete englische Zunge des Johanniterordens verstand. Als Hauptquartier wurde ein Clubhaus im St John’s Gate in Clerkenwell im London Borough of Islington, dem Torhaus eines ehemaligen Johanniterklosters, eingerichtet. Am 29. Januar 1831 wurde der anglikanische Priester und ehemalige Hofkaplan George IV., Rev. Sir Robert Peat, in Anwesenheit des Generalagenten der französischen Zunge des Malteserordens interimsweise zum ersten Großprior gewählt. Man war sich aber einig, dass dieser neue englische Organisation entgegen den Traditionen des Ordens weder monastisch noch zölibatär, sondern pluriform und säkular sein sollte. Nach längeren internen Streitigkeiten wurde 1838 Sir Henry Dymoke zum Prior gewählt, und unter seiner Führung wurde der Kontakt zu den Johanniterorden in Frankreich und Deutschland aufgenommen. Versuche, die offizielle Anerkennung durch den Malteserorden zu erhalten, schlugen fehl, und die englische Priorei erklärte sich zum souveränen Orden in England unter der Bezeichnung The Sovereign and Illustrious Order of St. John of Jerusalem, Anglia.
Der Orden konnte in den folgenden Jahrzehnten viele neue Mitglieder gewinnen, darunter 1861 den Hochadligen William Montagu, 7. Duke of Manchester, der das Amt des Großpriors übernahm. Unter seiner Führung wurde in den 1860er Jahren ein Ambulanzkorps gegründet, mit dem die eigentliche Tätigkeit des Ordens als ein barmherziger Hospitalorden begann. Das Amblanzkorps eröffnete in der Folgezeit zahlreiche Ambulanzstationen an Bahnhöfen und in Bergbaubezirken, die mit ehrenamtlichem Personal Erste Hilfe und Rettungsdienste anboten. 1871 wurde der Orden in Order of St. John of Jerusalem in England umbenannt. 1876 wurde Prinzessin Alexandra von Dänemark und 1877 deren Gatte, der Albert Edward, Prince of Wales, als Lady bzw. Knight of Justice in den Orden aufgenommen.
Mit einer Royal Charter erhielt der Orden 1888 von Königin Victoria eine königliche Satzung und wurde unter dem Namen Grand Priory of the Order of the Hospital of Saint John of Jerusalem in England als staatlicher Ritterorden offiziell anerkannt. Durch weitere Royal Charters wurde der Orden 1926 in Grand Priory in the British Realm of the Venerable Order of the Hospital of Saint John of Jerusalem und 1936 in Grand Priory in the British Realm of the Most Venerable Order of the Hospital of Saint John of Jerusalem umbenannt und die Satzung mehrfach geändert. Die aktuell gültige Ordenssatzung wurde mit einer Royal Charter von 1955 erlassen und durch eine weitere Royal Charter von 1974 ergänzt.
Der britische Johanniterorden ist zwar ökumenisch in seiner Mitgliedschaft und hat von jeher auch Katholiken aufgenommen, er ist aber durch sein königliches Oberhaupt mit der reformatorischen Tradition verknüpft, da der Monarch gleichzeitig das Oberhaupt der Church of England ist. 1963 wurde er vom Souveränen Malteserorden durch ein Konkordat anerkannt.

## Zusammenschlüsse
Der Order of Saint John ist mit dem deutschen, niederländischen und schwedischen Johanniterorden in der Allianz der Orden vom Hl. Johannes verbunden. Diese arbeiten mit dem Souveränen Malteserorden im Committee on the Orders of Saint John zusammen. Sie erkennen sich wechselseitig an und bestreiten das Recht anderer Zusammenschlüsse, die sich selbst in der Nachfolge des ursprünglichen Johanniterordens („Hospitaliter“) sehen, dessen Namen und Symbole zu verwenden.

## Ordensgliederung

### Klassen

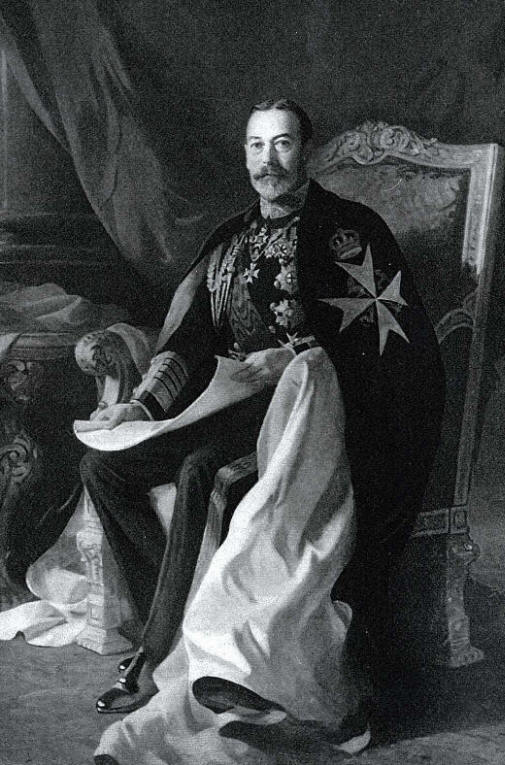
König George V. als Sovereign Head des Ordens

Der Order of Saint John ist in sechs Klassen gegliedert:
1. Bailiff/Dame Grand Cross (GCStJ)
2. Knight of Justice/Dame of Justice (KJStJ/DJStJ) oder Knight of Grace/Dame of Grace (KGStJ/DGStJ) (auch KStJ/DStJ)
3. Commander (CStJ) oder Chaplain (ChStJ)
4. Officer (OStJ)
5. Member (MStJ)/Serving Brother (SBStJ) oder Serving Sister (SSStJ)
6. Esquire (EsqStJ)

Anders als bei allen anderen britischen Ritterorden ist mit keiner der Ordensklassen eine Erhebung in den persönlichen Adelsstand (Knight) verbunden.
Der Monarch der Commonwealth-Realms, also zurzeit König Charles III., ist das Ordensoberhaupt (Sovereign Head). HRH Prince Richard, Duke of Gloucester hat seit 1974 das Amt des Großpriors inne.

### Beamte
Der Orden hat mindestens fünf Beamte:
1. Großprior (Grand Prior)
2. Lordprior (Lord Prior)
3. Prälat
4. Stellvertretende Lordprioren (max. zwei)
5. Subprälat

Weitere Ordensbeamte wie der Genealoge können vom Großprior bei Bedarf auf Empfehlung des Großen Rates ernannt werden. Ferner kann ein Sekretär ernannt werden, dessen Amtszeit aber spätestens endet, wenn der Großprior zurücktritt.

#### Liste der Großprioren

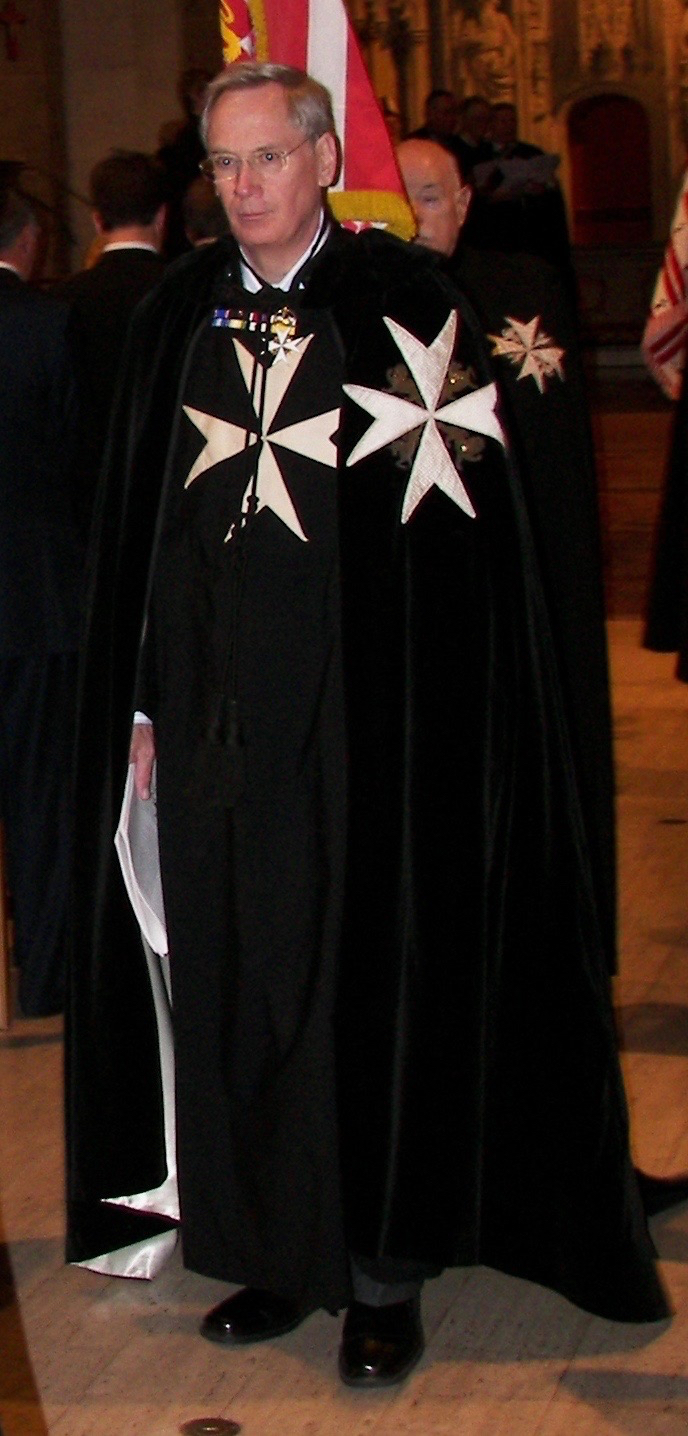
Prince Richard, 2. Duke of Gloucester im Ornat des Großpriors

Seit 1888 wird der Großprior vom britischen Souverän ernannt und war immer ein Mitglied der britischen Königsfamilie.
- The Rev. Sir Robert Peat (1831–1837)[4]
- Sir Henry Dymoke (1838–1847)[4]
- Lieutenant Colonel Sir Charles Lamb, 2. Baronet (1847–1860)[4]
- Rear Admiral Sir Alexander Arbuthnott (1860–1861)[4]
- William Montagu, 7. Duke of Manchester (1861–1888)[4]
- Prince Albert Edward, Prince of Wales (1888–1901)[4]
- Prince George, Prince of Wales (1901–1910)[4]
- Prince Arthur, 1. Duke of Connaught and Strathearn (1910–1939)[4]
- Prince Henry, 1. Duke of Gloucester (1939–1974)[4]
- Prince Richard, 2. Duke of Gloucester (seit 1975)[4]

#### Liste der Lordprioren
Von 1888 bis 1943 wurde die Position als Subprior bezeichnet und von 1943 bis 1950 als Prior.
Subprioren
- Prince Albert Victor, Duke of Clarence and Avondale (1888–1892)[5]
- Prince George, Duke of Cornwall and York (1893–1901)[5]
- John Hope, 1. Marquess of Linlithgow (1906–1907)[5]
- Position vakant (1908–1910)[5]
- Henry Holland, 1. Viscount Knutsford (1910–1914)[5]
- Robert Windsor-Clive, 1. Earl of Plymouth (1915–1923)[5]
- Aldred Lumley, 10. Earl of Scarbrough (1923–1943)[5]

Prioren
- Ivor Windsor-Clive, 2. Earl of Plymouth (1943)[5]
- George Villiers, 6. Earl of Clarendon (1943–1946)[5]
- John Loder, 2. Baron Wakehurst (1947–1950)[5]

Lordprioren
- John Loder, 2. Baron Wakehurst (1950–1969)[4]
- Harold Caccia, Baron Caccia (1969–1981)[5]
- Sir Maurice Dorman (1982–1985)[5]
- Alan Cathcart, 6. Earl Cathcart (1986–1987)[5]
- Ralph Grey, Baron Grey of Naunton (1988–1990)[5]
- Samuel Vestey, 3. Baron Vestey (1991–2001)[5]

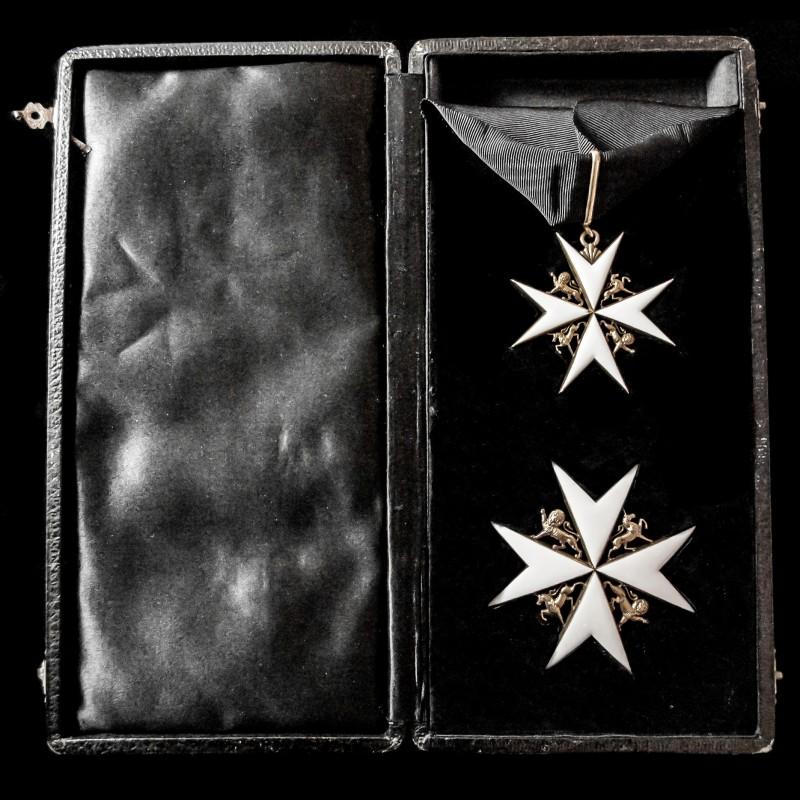
Halsorden und Bruststern eines Knight of Grace

Bandschnalle des Order of St. John

- Colonel Eric Barry (2002–2008)[5]
- Anthony Mellows (2008–2014)
- Neil Conn (2014–2015)
- Sir Malcolm Ross (2016–2019)
- Mark Compton (2019)

## Zeremonielle Kleidung und Insignien
Die Mitglieder des Ordens tragen zu wichtigen Anlässen eine eigene zeremonielle Kleidung, die von der Klasse abhängig ist:
- Alle Ordensmitglieder außer den Esquires tragen als Ordenszeichen ein achtzackiges Malteserkreuz, das in den Zwischenräumen abwechselnd mit zwei Leoparden und zwei Einhörnern versehen ist. Das Kreuz ist bei Members, Serving Brothers und Sisters versilbert, bei allen anderen weiß emailliert, Unterlage und Verzierungen sind bei Bailiffs und Dames Grand Cross sowie Knights und Dames of Justice vergoldet, bei den übrigen versilbert. Die Bailiffs tragen das Ordenszeichen am Schulterband, die Knights und Commanders als Halsorden, die übrigen tragen das Abzeichen am Revers. Bailiffs und Knights tragen zusätzlich eine größere Version des Abzeichens als Bruststern. Frauen tragen die Ordenszeichen gewöhnlich an der Damenschleife.
- Der Umhang ist schwarz und mit einem weißen achtzackigen Malteserkreuz versehen. Der Stern des Souveräns ist mit einer Abbildung der Tudorkrone bekrönt. Der Umhang des Souveräns als Oberhaupt des Ordens ist aus Samt und Seide und hat eine Schleppe. Der Großprior trägt einen identischen Umhang, allerdings ohne Schleppe. Alle anderen Ordensklassen tragen einen Umhang aus schwarzer Merinowolle, der mit Seide eingefasst ist.